# Ыхра, Анатолий Александрович
Анатолий Александрович Тимофеев-Ыхра (3 мая 1948, Чувашская АССР — 28 января 2004, Чувашия) — поэт, прозаик, переводчик, литературный критик.

## Биография
Родился в 1948 г. в деревне Ыхра-Сирма Урмарского района Чувашской Республики. Окончил Чувашский государственный университет им. И. Н. Ульянова.
Работал электромонтёром на разных предприятиях, переводчиком в редакции газеты «Коммунизм ялав» («Знамя коммунизма»), редактором Чувашского книжного издательства, редактором детского журнала «Путене» («Перепёлочка»), научным сотрудником Чувашского государственного института гуманитарных наук. Автор пяти поэтических сборников.
Произведения публиковались в журнале «Тетте» («Игрушка»), в газете «Тантăш» («Ровесник»). Участвовал в создании Энциклопедии тюркских народов. Редактировал книги классиков чувашской литературы. В 2004 г. в переводе Анатолия Ыхра вышла книга татарского поэта Кави Латып «Сапкасам — Чавашстанамсам» (стихи, поэмы, статьи, эссе). Автор 13 книг и член союза писателей России.